# Arquebisbat de Caracas
L'arquebisbat de Caracas (castellà: Arquidiócesis de Caracas; llatí: Archidioecesis Caracensis o S. Iacobi in Venezuela) és una seu metropolitana de l'Església catòlica a Veneçuela. El 2013 tenia 3.960.000 batejats d'un total de 4.644.000 habitants.

## Territori
L'arxidiòcesi comprèn els municipis de Libertador, Baruta, Chacao, El Hatillo i Sucre de l'àrea metropolitana de Caracas.
La seu arxiepiscopal és la ciutat de Caracas, on es troba la catedral de Santa Anna.
La superfície total és de 991 km². El territori està dividit en 116 parròquies, agrupades en 12 arxiprestats.

## Història
La Diòcesi de Veneçuela va ser erigida el 21 de juny de 1531 amb la butlla Pro Excellenti Praeminentia del Papa Climent VII, poc després de la conquesta espanyola. Originalment era sufragània de l'arxidiòcesi de Sevilla.
El 12 de febrer de 1546 es va convertir en part de la província eclesiàstica de l'arquebisbat de Santo Domingo.
Originalment la seu del bisbe era a Santa Ana de Coro, on va romandre fins al 20 de juliol de 1637, quan va ser traslladada a Santiago de León de Caracas.
En 1752 va cedir part del seu territori, que de fet va ser, però, administrada per la diòcesi de San Juan de Puerto Rico, en benefici de l'ereccció de la Prefectura Apostòlica de Curaçao (avui bisbat de Willemstad).
El 24 de novembre de 1803 va ser elevada al rang d'arxidiòcesi metropolitana mitjançant la butlla In universalis Ecclesiae regimine del Papa Pius VII.
Més tard va cedir repetidament porcions del seu territori per a la creació de noves diòcesis:
- el 7 de març de 1863 a favor de l'erecció de la diòcesi de Calabozo (ara arxidiòcesi);
- el 12 d'octubre de 1922 a favor de l'erecció de la Diòcesi de València a Veneçuela (ara arxidiòcesi);
- el 21 de juny de 1958 a favor de l'erecció del bisbat de Maracay;
- el 23 de juliol de 1965 a favor de la construcció del bisbat de Los Teques;
- el 15 d'abril de 1970 a favor de la construcció del bisbat de La Guaira.

## Cronologia episcopal
- Rodrigo de Bastidas y Rodríguez de Romera † (21 de juny de 1531 - 6 de juliol de 1541 nomebat bisbe de San Juan)
- Miguel Jerónimo de Ballesteros † (22 d'agost de 1546 - 1555 mort)
- Juan Simancas Simancas † (12 de juny de 1556 - 5 de desembre de 1561 nomebat bisbe de Cartagena)
- Pedro de Agreda (Sánchez Martín), O.P. † (27 de juny de 1561 - 1580 mort)
- Juan Manuel Martínez de Manzanillo, O.P. † (23 de març de 1583 - 1 de gener de 1592 mort)
- Pedro Mártin Palomino, O.P. † (1 de juliol de 1594 - 23 de febrer de 1596 mort)
- Domingo de Salinas, O.P. † (10 de novembe de 1597 - 10 de juny de 1600 mort)
- Domingo (Pedro) de Oña, O. de M. † (27 d'agost de 1601 - 27 de febrer de 1605 nomebat bisbe de Gaeta)
- Antonio de Alzega (Alcega), O.F.M. † (12 de desembre de 1605 - 13 de maig de 1610 mort)
- Juan Bartolomé de Bohórquez e Hinojosa, O.P. † (17 de juliol de 1611 - 13 de novembe de 1617 nomebat bisbe d'Antequera i Oaxaca)
- Gonzalo de Angulo, O.M. † (20 de novembe de 1617 - 17 de maig de 1633 mort)
- Juan López de Agurto de la Mata † (8 d'agost de 1634 - 24 de desembre de 1637 mort)
- Mauro Diego (Marcos) de Tovar y Valle Maldonado, O.S.B. † (3 d'octubre de 1639 - 16 de desembre de 1652 nomebat bisbe de Chiapas)
- Alonzo de Briceño, O.F.M. † (15 de setembre de 1659 - 16 de novembe de 1668 mort)
- Antonio González de Acuña † (1670 - 22 de maig de 1683 nomebat bisbe de La Plata o Charcas)
- Diego de Baños y Sotomayor, O.M. † (1683 - 1706 mort)
- Francisco del Rincón, O.M. † (26 de febrer de 1711 - 5 d'octubre de 1716 nomebat arquebisbe de Santafé en Nueva Granada)
- Juan José de Escalona y Calatayud † (15 de març de 1717 - 15 de novembe de 1728 nomebat bisbe de Michoacán)
- José Félix Valverde † (15 de novembe de 1728 - 24 de novembe de 1738 nomebat bisbe de Michoacán)
- Juan García Abadiano † (25 de maig de 1742 - 6 de maig de 1747 mort)
- Manuel Jiménez Bretón † (16 de setembre de 1748 - 30 de març de 1749 mort)
- Manuel Machado y Luna † (22 de setembre de 1749 - 29 de gener de 1752 mort)
- Francisco Julián de Antolino † (25 de setembre de 1752 - 6 d'agost de 1755 mort)
- Diego Antonio Díez Madroñero † (24 de maig de 1756 - 3 de febrer de 1769 mort)
- Mariano Martí † (29 de gener de 1770 - 20 de febrer de 1792 mort)
- Juan Antonio de la Virgen María y Viana, O.C.D. † (24 de setembre de 1792 - 14 d'agost de 1798 nomebat bisbe d'Almería)
- Francisco de Ibarra † (14 de desembre de 1798 - 19 de setembre de 1806 mort)
- Narciso Coll y Prat † (17 de gener de 1808 - 25 de febrer de 1822 nomebat arquebisbe, a títol personal, de Palència)
  - Domingo de Silos Santiago Apollinario Moreno, O.S.B. † (16 de març de 1818 - 30 de novembe de 1824 nomebat bisbe de Cadis) (administrador apostòlic)
- Ramón Ignacio Méndez † (21 de maig de 1827 - 6 d'agost de 1839 mort)
- Ignacio Fernández Peña † (15 de juliol de 1841 - 18 de gener de 1849 mort)
- Silvestre Guevara y Lira † (27 de setembre de 1852 - 6 de juny de 1876 renuncià)
- José Antonio Ponte † (29 de setembre de 1876 - 6 de novembe de 1883 mort)
- Críspulo Uzcátegui † (13 de novembe de 1884 - 31 de maig de 1904 mort)
- Juan Bautista Castro † (31 de maig de 1904 - 7 d'agost de 1915 mort)
- Felipe Rincón González † (10 d'agost de 1916 - 13 de maig de 1946 mort)
- Lucas Guillermo Castillo Hernández † (13 de maig de 1946 - 9 de setembre de 1955 mort)
- Rafael Ignacio Arias Blanco † (9 de setembre de 1955 - 30 de setembre de 1959 mort)
- José Humberto Quintero Parra † (31 d'agost de 1960 - 24 de maig de 1980 jubilat)
- José Alí Lebrún Moratinos † (24 de maig de 1980 - 27 de maig de 1995 jubilat)
- Antonio Ignacio Velasco Garcia, S.D.B. † (27 de maig de 1995 - 6 de juliol de 2003 mort)
- Jorge Liberato Urosa Savino † (19 de setembre de 2005 - 9 de juliol de 2018 jubilat)
  - sede vacante
- Baltazar Enrique Porras Cardozo, des del 17 de geer de 2023

## Estadístiques
A finals del 2013, la diòcesi tenia 3.960.000 batejats sobre una població de 4.644.000 persones, equivalent al 85,3% del total.
| any  | població  | població  | població | sacerdots | sacerdots       | sacerdots       | sacerdots             | diàques | religiosos | religiosos | parroquies |
| ---- | --------- | --------- | -------- | --------- | --------------- | --------------- | --------------------- | ------- | ---------- | ---------- | ---------- |
| any  | batejats  | total     | %        | total     | clergat secular | clergat regular | batejats por sacerdot | diàques | homes      | dones      |            |
| 1950 | 740.515   | 755.000   | 98,1     | 253       | 107             | 146             | 2.926                 |         | 331        | 558        | 62         |
| 1959 | 1.334.461 | 1.538.290 | 86,7     | 464       | 142             | 322             | 2.875                 |         | 566        | 1.261      | 96         |
| 1966 | 1.741.608 | 1.777.152 | 98,0     | 542       | 165             | 377             | 3.213                 |         | 580        | 1.850      | 83         |
| 1970 | 2.290.793 | 2.290.793 | 100,0    | 737       | 297             | 440             | 3.108                 |         | 617        | 1.650      | 93         |
| 1976 | 2.200.000 | 2.500.000 | 88,0     | 760       | 160             | 600             | 2.894                 | 9       | 757        | 1.500      | 92         |
| 1980 | 2.473.000 | 2.839.000 | 87,1     | 651       | 132             | 519             | 3.798                 | 10      | 712        | 1.453      | 96         |
| 1990 | 3.073.000 | 3.573.000 | 86,0     | 631       | 131             | 500             | 4.870                 | 11      | 838        | 2.401      | 117        |
| 1999 | 2.724.692 | 3.205.520 | 85,0     | 603       | 103             | 500             | 4.518                 | 14      | 743        | 1.200      | 121        |
| 2000 | 3.700.000 | 5.000.000 | 74,0     | 402       | 120             | 282             | 9.203                 | 11      | 523        | 725        | 110        |
| 2001 | 3.700.000 | 5.000.000 | 74,0     | 363       | 118             | 245             | 10.192                | 11      | 523        | 725        | 110        |
| 2002 | 3.700.000 | 5.000.000 | 74,0     | 364       | 119             | 245             | 10.164                | 11      | 523        | 725        | 110        |
| 2003 | 4.579.000 | 6.189.170 | 74,0     | 365       | 120             | 245             | 12.545                | 13      | 476        | 1.198      | 105        |
| 2004 | 3.400.000 | 4.000.000 | 85,0     | 610       | 130             | 480             | 5.573                 | 11      | 744        | 1.198      | 116        |
| 2006 | 3.528.000 | 4.150.000 | 85,0     | 559       | 140             | 419             | 6.311                 | 13      | 730        | 1.332      | 111        |
| 2013 | 3.960.000 | 4.644.000 | 85,3     | 490       | 130             | 360             | 8.081                 | 9       | 587        | 1.010      | 116        |